# Marcelo Coelho
Marcelo Coelho é um artista computacional e designer brasileiro-americano . Seu trabalho se concentra nas fronteiras entre matéria e computação e inclui instalações interativas, fotografia, dispositivos vestíveis e robótica. Coelho é atualmente professor associado de prática na Escola de Arquitetura e Planejamento do MIT e diretor do Design Intelligence Lab do MIT, um laboratório de pesquisa que inventa novas formas de expressão e colaboração entre a inteligência humana e a artificial.
Marcelo Coelho se formou na Concordia University com um Bacharelado em Belas Artes em Design e Artes da Computação, e recebeu um Mestrado em Ciências e Doutorado em Filosofia pelo MIT Media Lab.

## Trabalhos
Coelho cria objetos, instalações e experiências que desafiam a percepção das propriedades materiais e comportamentos. Muitas de suas obras usam técnicas e conceitos de materiais compósitos, fabricação digital e materiais programáveis .
Six-Forty by Four-Eighty, uma instalação de 2010 de Coelho, usa pixels físicos interativos e comunicação através do corpo para criar uma experiência imersiva de grafite digital.
Para a cerimônia de abertura dos Jogos Paralímpicos de Verão de 2016, Coelho criou uma performance audiovisual de 400 dançarinos equipados com bengalas iluminadas para formar uma exibição em grande escala em 2,5 dimensões.
Em Sandcastles, Coelho colaborou com o artista Vik Muniz para gravar desenhos de castelos originalmente criados com uma câmera lúcida em grãos de areia, usando um feixe de íons focalizado e um microscópio eletrônico de varredura.
No Hyperform, Coelho desenvolveu um lustre que é montado a partir de uma única corrente impressa em 3D, e onde as informações de montagem são codificadas no próprio material.

## Prêmios e Exposições
O trabalho de Coelho foi exibido na Ars Electronica em Linz, Áustria, no Museu de Arte de Tel Aviv, na Corcoran Gallery of Art em Washington, DC, no Design Miami em Basel, Suíça, e no Waddesdon Manor em Buckinghamshire, Inglaterra.
O seu trabalho ganhou prêmios, incluindo o prêmio Vida 16 da Fundação Telefónica, o prêmio Designer do Futuro do Design Miami, uma Menção Honrosa para Arte Interativa e [the next idea] voestalpine Art and Technology Grant da Ars Electronica.